# Sosícrates (poeta)
Sosícrates (en llatí Sosicrates, en grec antic Σωσικράτης) fou un poeta còmic grec d'època desconeguda. Sovint situat a la comèdia mitjana, podria ser en realitat de la nova comèdia.
Juli Pòl·lux cita dues vegades una comèdia de Sosícrates anomenada Παρακαταθήκη (Parakatatheke "Hipoteca, fiança"). Una altra, titulada Φιλάδελφοι, l'esmenta Ateneu de Naucratis i encara hi ha algunes altres referències a les seves obres per banda d'Ateneu i d'Estobeu, però sense indicar-ne els títols. Fabricius l'inclou a la Bibliotheca Graeca.